# Parlondut
Parlondut is een bestuurslaag in het regentschap Samosir van de provincie Noord-Sumatra, Indonesië. Parlondut telt 748 inwoners (volkstelling 2010).